# Peperomia rubropunctulata
Peperomia rubropunctulata är en pepparväxtart som beskrevs av C. Dc.. Peperomia rubropunctulata ingår i släktet peperomior, och familjen pepparväxter. Inga underarter finns listade i Catalogue of Life.